# Sicyodes ocellata
Sicyodes ocellata là một loài bướm đêm trong họ Geometridae.